# Vatellus maculosus
Vatellus maculosus är en skalbaggsart som beskrevs av K. B. Miller 2005. Vatellus maculosus ingår i släktet Vatellus och familjen dykare. Inga underarter finns listade i Catalogue of Life.